# Robert Stanford Tuck

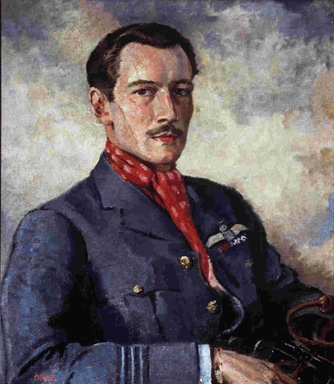
Bob Stanford Tuck, pintura colorida de Cuthbert Orde, 1941

Robert Roland Stanford Tuck, DSO, DFC, AFC (1 de julho de 1916 - 5 de maio de 1987) foi um piloto de caça britânico, ás da aviação e piloto de teste. Tuck juntou-se à Real Força Aérea (RAF) em 1935 e entrou em combate pela primeira vez durante a Batalha da França, sobre Dunquerque, conquistando as suas primeiras vitórias. Em setembro de 1940 ele foi promovido a líder de esquadrão e comandou um esquadrão de aviões Hawker Hurricane. Em 1941–1942, Tuck participou numa série de ataques de caças no norte da França. Em 28 de janeiro de 1942, ele foi atingido por fogo antiaéreo, foi forçado a pousar na França e foi feito prisioneiro. No momento da sua captura, Tuck havia já abatido 29 aeronaves inimigas destruídas, duas destruídas compartilhadas, seis provavelmente destruídas, seis danificadas e uma danificada compartilhada.